# 1985 en philosophie
Chronologie de la philosophie
- 1981
- 1982
- 1983
- 1984
- 1985
- 1986
- 1987
- 1988
- 1989

L’année 1985 a été marquée, en philosophie, par les événements suivants :

## Événements
- L'Université de Glasgow créa la John Millar Chair of Law (la chaire John Millar de droit).

## Publications
- Thomas More :  Correspondance Thomas More et Érasme, Trad. Germain Marc'hadour et Roland Galibois, Université de Sherbrooke, 1985.

## Décès
- 7 avril : Carl Schmitt, juriste et philosophe allemand, né en 1888, mort à 96 ans.